# Nina Avrova
Nina Avrova Raaben (Moscou, 1957) és una professora d'idiomes i traductora russa, establerta a Catalunya.
Es va formar a la facultat de Filologia de la Universitat Lomonóssov de Moscou i més tard va cursar els estudis de doctorat de Literatura i Traducció a la Universitat Pompeu Fabra de Barcelona. Durant deu anys impartí classes de castellà a la Universitat Lomonóssov, més tard va treballar de professora de castellà i català al departament de Traducció Literària de l'Escola Superior de Literatura (Literaturni Institut) de Moscou. Actualment imparteix classes de rus a l'Escola Oficial d'Idiomes Barcelona-Drassanes.L'any 1986 va participar en la traducció de la primera antologia d'autors catalans que es traduïa al rus (contes de Manuel de Pedrolo i de Mercè Rodoreda). Des de llavors ha traduït del català al rus obres dramàtiques de Joan Casas, contes de Quim Monzó, Sergi Pàmies, Albert Mas-Griera i Albert Sànchez Piñol. De l'últim autor també va traduir dues novel·les: La pell freda i Pandora al Congo. L'any 2010 va fer d'editora i antòloga del número especial dedicat a la literatura catalana de la prestigiosa revista literària Inostrànnaia Literatura.En col·laboració amb Joan Casas va traduir del rus al català el teatre complet d'Anton Txèkhov i els drames lírics d'A. Blok i, en col·laboració amb Anna Soler, el capítol Gran Inquisidor de la novel·la Els germans Karamàzov, de F. Dostoievski, per a una representació teatral.